# Бузати (Виченца)
Бузати је насеље у Италији у округу Виченца, региону Венето.
Према процени из 2011. у насељу је живело 1 становника. Насеље се налази на надморској висини од 712 м.